# Caloire
Caloire (teilweise auch: Çaloire, okzitanisch inoffiziell: Deçai Léger) ist eine französische Gemeinde mit 322 Einwohnern (Stand: 1. Januar 2022) im Département Loire in der Region Auvergne-Rhône-Alpes. Die Gemeinde gehört zum Arrondissement Saint-Étienne und zum Kanton Firminy. Die Einwohner werden Calois genannt.

## Geografie
Caloire liegt etwa 13 km westsüdwestlich von Saint-Étienne an der Loire. Umgeben wird Caloire von den Nachbargemeinden Chambles im Norden, Saint-Étienne im Nordosten, Unieux im Osten und Südosten, Saint-Paul-en-Cornillon im Süden sowie Saint-Maurice-en-Gourgois im Westen und Südwesten.

## Einwohnerentwicklung
| Jahr                       | 1962 | 1968 | 1975 | 1982 | 1990 | 1999 | 2007 | 2017 |
| Einwohner                  | 124  | 108  | 169  | 195  | 227  | 273  | 327  | 316  |
| Quellen: Cassini und INSEE |      |      |      |      |      |      |      |      |